# École normale supérieure d'enseignement technique et professionnel
Pour les autres articles nationaux ou selon les autres juridictions, voir École normale supérieure.
L'École normale supérieure d'Enseignement technique et professionnel (ENSETP) est un établissement d'enseignement supérieur situé à Dakar au Sénégal et chargé de former le personnel de l'enseignement technique et de la formation professionnelle.

## Histoire
L'École normale supérieure d'enseignement technique et professionnel a été créée en 1979 par le décret 79-1002 du 24 octobre 1979 et remplace l'École normale d'enseignement technique masculin de Dakar.
En 1989, l'ENSTP est devenue un « établissement public doté de la personnalité juridique et de l'autonomie financière ». De 1979 jusqu'à 1993, elle a été rattachée au ministère chargé de l'enseignement technique et de la formation professionnel puis à partir de 1993 à l'université Cheikh Anta Diop de Dakar.

## Départements
L'ENSETP est formée de cinq départements :
- Techniques industrielles
- Techniques administratives et de secrétariat
- Économie familiale
- Techniques économiques et gestion
- Psychologues-Conseillers

## Formation
L'ENSETP est habilité à délivrer six diplômes l'issue des études :
- Certificat d'aptitude à l'enseignement Moyen technique pratique (CAEMTP, 4 ans d'études) :
- Certificat d'aptitude à l'enseignement secondaire technique et professionnel (CAESTP, 6 ans d'études) :
- Certificat d'aptitude aux fonctions de psychologue-conseiller (CAFPC, 6 ans d'études) :
- licence Mécatronique (3 ans d’étude)
- licence construction et ouvrages (3 ans d’étude)
- licence système electro-énergétique (3 ans d’étude)
- licence Mécanique et procédés de fabrication (3 ans d'étude)